# 1213
1213 (MCCXIII en numeral romà) fon un any normal del calendari julià, començat en dimarts.

## Esdeveniments

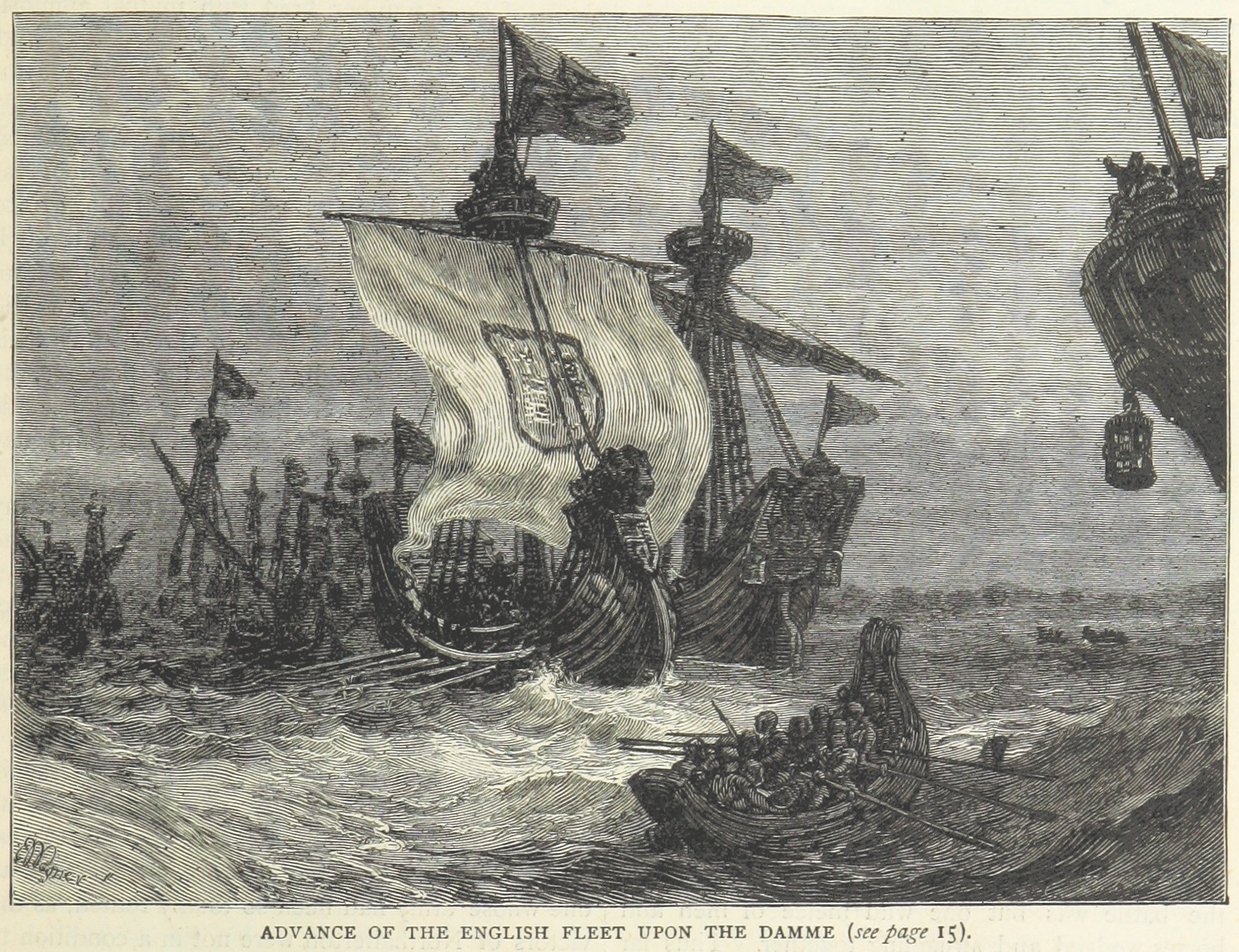
Batalla de Damme
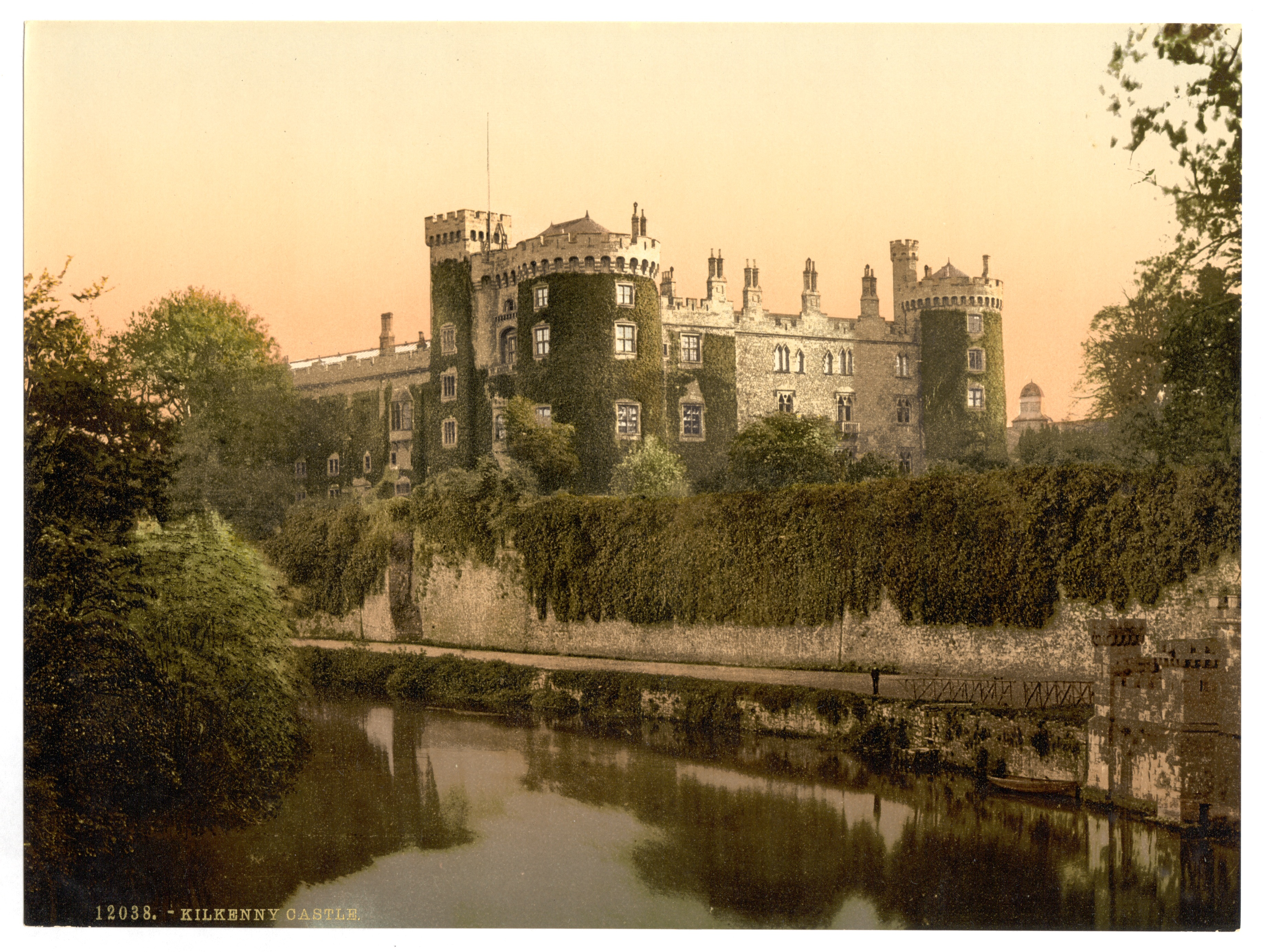
Castell Chill Chainnigh
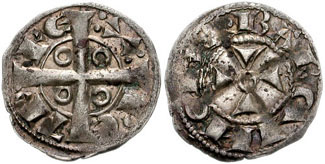
Denaris de Pere II

### Art i arquitectura
Enguany s'acabà de construir el castell de Kilkenny (Irlanda), començat el 1195, i el monestir primigeni de Santa Maria d'Escarp, començat l'any anterior.

### Batalles i guerres
A la primavera, el papa Innocenci III promulgà la butlla papal Quia maior, que donaria inici a la Cinquena Croada entre 1217 i 1221.
En el marc de la Guerra Anglo-Francesa (1213–14), el 30 i el 31 de maig tingué lloc la batalla de Damme (Flandes), en la qual Anglaterra enfonsà i saquejà vora tres-centes naus franceses.
El Concili de La Vaur, presidit pel bisbe narbonés Arnaud Amaury, rebutjà la petició del rei Pere II d'Aragó sobre el retorn dels territoris que li havien estat presos.
El 12 de setembre tingué lloc la batalla de Muret (Gascunya) entre les tropes de la Corona d'Aragó encapçalades per Pere el Catòlic i els croats del Regne de França, comandats per Simó IV de Montfort, en la qual resultà mort el Rei d'Aragó i altres vassalls com Artal II d'Alagón.
El 13 d'octubre hi hagué la batalla de Steps a Montenaken entre el ducat de Brabant i el Principat de Lieja.
Líders mundials i caps d'estat

Genguis Kan (Imperi Mongol)
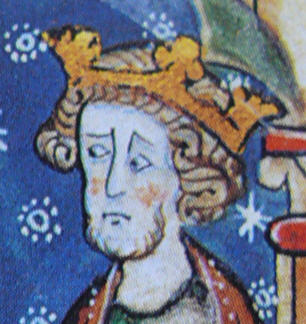
Joan sense Terra
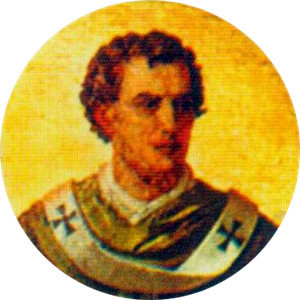
Papa Innocenci III
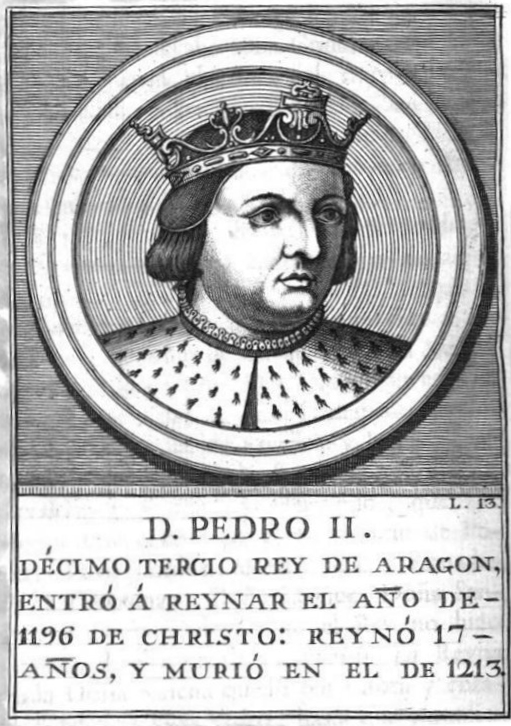
Pere II d'Aragó
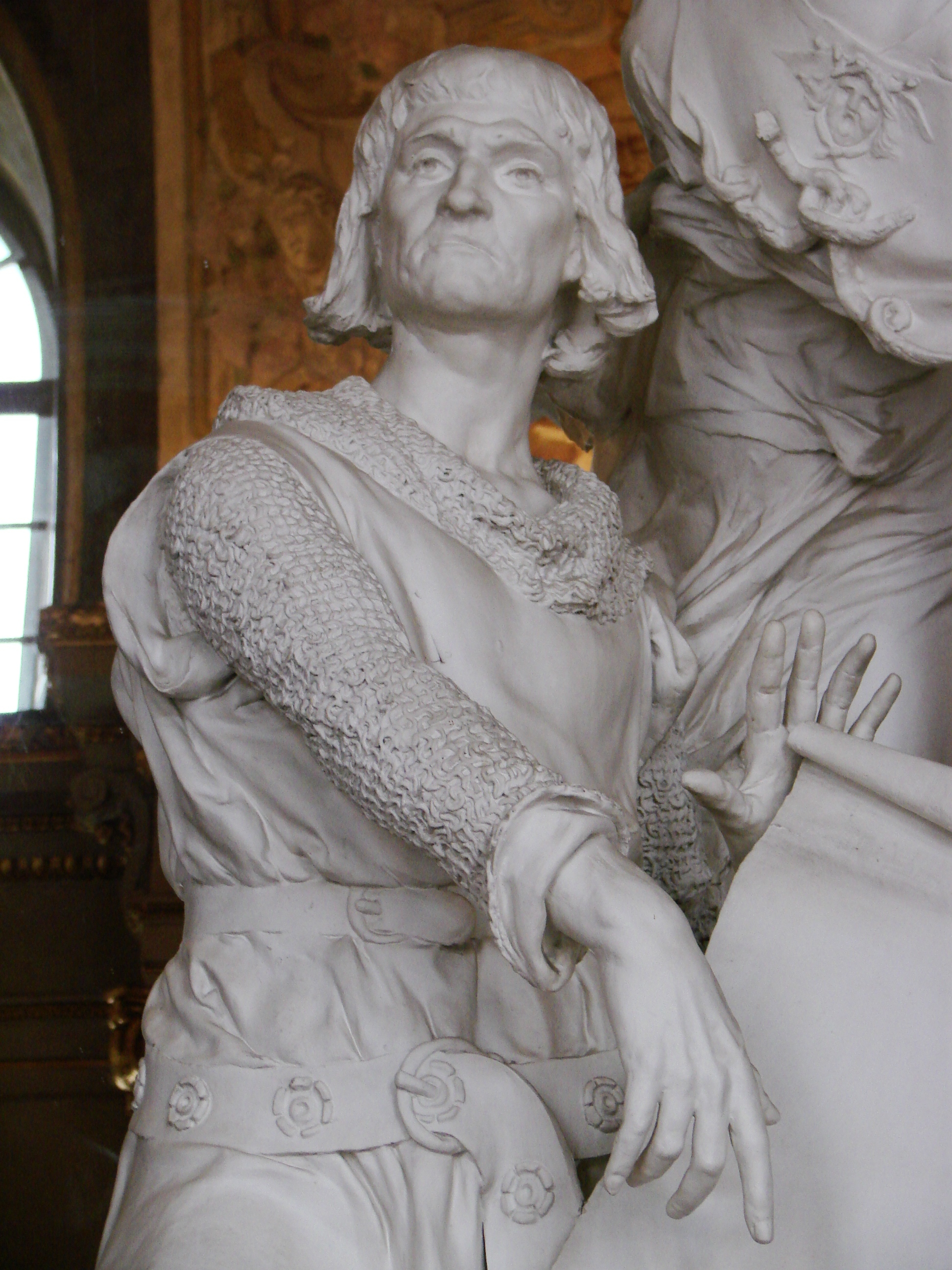
Ramon VI de Tolosa
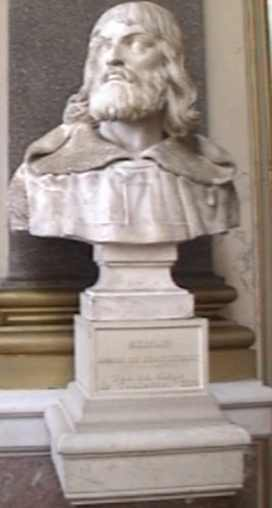
Simó IV de Montfort

## Naixements

##### Resta del món
| M/d   | Nom                           | Activitat   | Origen    | M.   |
| ----- | ----------------------------- | ----------- | --------- | ---- |
| 03/09 | Hug IV de Borgonya            | aristòcrata | borgonyés | 1272 |
| 06/10 | Fakhr-al-Din Iraqi (Q3353450) | matemàtic   | persa     | 1289 |
|       | Ibn Saïd al-Maghribí          | historiador | andalusí  | 1286 |
|       | al-Mustàssim                  | califa      | abbàssida | 1258 |

## Defuncions

##### Resta del món
| M/d   | Nom                   | Activitat | Origen        | E  |
| ----- | --------------------- | --------- | ------------- | -- |
| 06/23 | Maria d'Oignies       | beguina   | belga         |    |
| 09/12 | Pere el Catòlic       | monarca   | aragonés      | 38 |
|       | Huguet de Mataplana   | trobador  | ripolletenc   | 40 |
|       | Artal II d'Alagón     | cavaller  | aragonés      |    |
| 04/21 | Maria de Montpeller   | comtessa  | montpellerina | 30 |
| 12/17 | Joan de Mata          | religiós  | provençal     | 53 |
|       | Otago II d'Abkhàzia   | aristhavi | abkahzià      |    |
|       | Vardan II Dadiani     | mtavari   | georgià       |    |
| 01/18 | Tamara de Geòrgia     | reina     | georgiana     |    |
| 04/13 | Guiu de Thouars       | regent    | aquità        |    |
| 12/25 | Muhàmmad an-Nàssir    | califa    | almohade      |    |
|       | Baha al-Din Sam II    | sultà     | gúrida        |    |
|       | Xàraf-ad-Din at-Tussí | matemàtic | persa         | 78 |
| 06/19 | Elionor de Vermandois | noble     | picarda       | 60 |

Enguany moriren, amb mesos de diferència, Maria de Montpeller i Pere II d'Aragó, pares de l'infant Jaume I, que llavors tenia cinc anys.

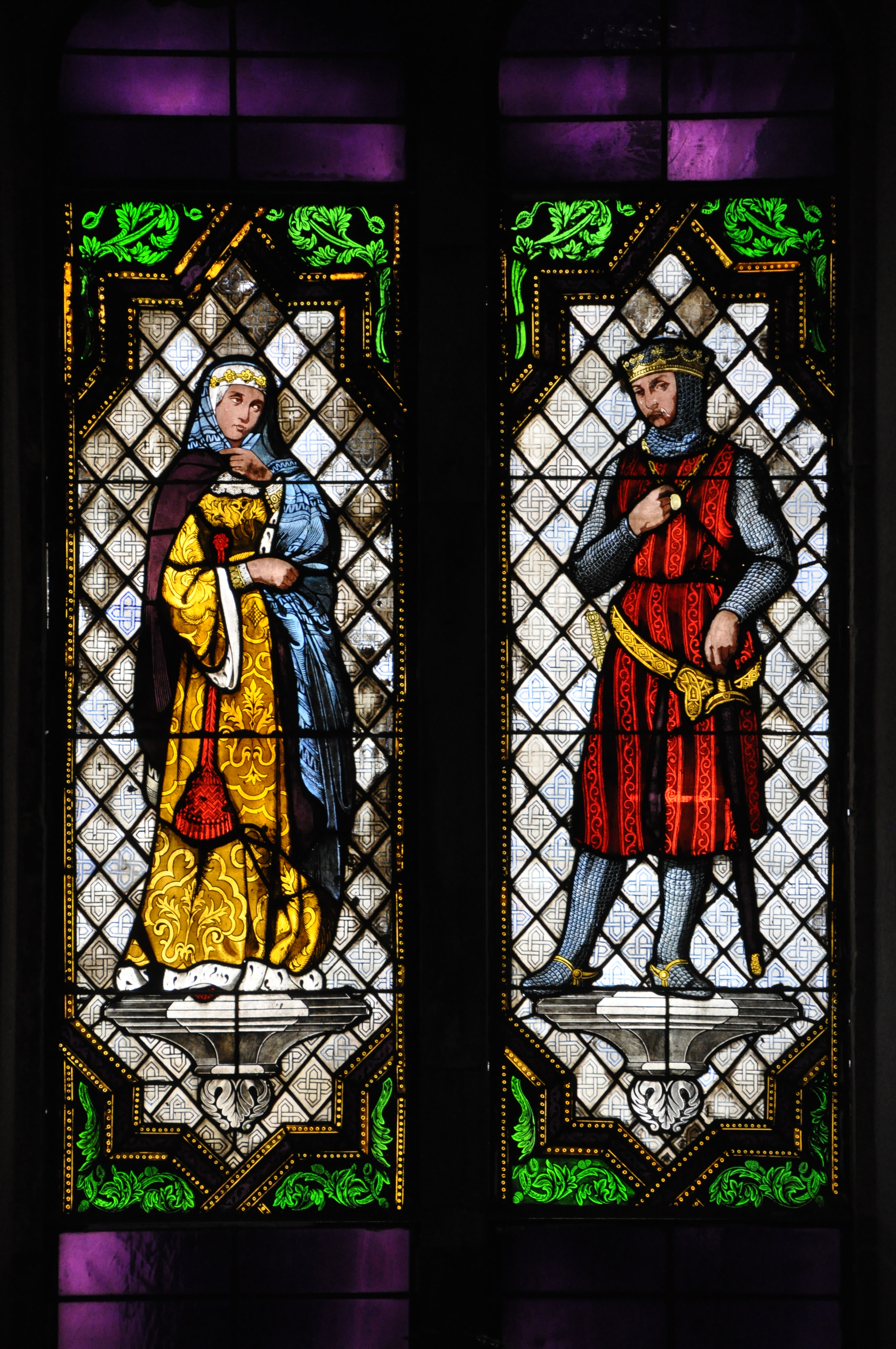
Maria de Montpeller i Pere el Catòlic